# Florian Maurice
Florian Maurice (Sainte-Foy-lès-Lyon, 20 januari 1974) is een Franse ex-voetballer. Hij speelde voor Lyon, PSG, Marseille, Celta, Bastia, Istres en Châteauroux. Ook speelde hij zes interlands voor het Frans voetbalelftal waarin hij eenmaal scoorde. Daarnaast was hij actief op de Olympische Spelen van 1996 in Atlanta.

## Erelijst
- 1993: Beste jonge speler op het Toernooi van Toulon
- 1998: Coupe de France met PSG
- 1998: Coupe de la Ligue met PSG